# Mahas (Sudzal)
Mahas (también se escribe Majas) es una localidad del municipio de Sudzal en el estado de Yucatán, México.

## Toponimia
El toponímico (Mahas) proviene del idioma maya y significa ma: (negación) no, sin, y has: albarrada, barda. Que no tiene bardas.